# Lizzie McGuire (саундтрек)
Lizzie McGuire: Original Soundtrack је албум издат да би симулирао музику која ја коришћена у серији Лизи Мекгвајер. Албум садржи уводну песму серије, као и деби песму Хилари Даф - I Can't Wait. Албум је продат у више од 600.000 копија у Америци.

## Списак песама
| #   | Назив песме | Извођач        |
| --- | ----------- | -------------- |
| 1.  |             | Хилари Даф     |
| 2.  |             | Смеш маут      |
| 3.  |             | Џамп5          |
| 4.  |             | Плеј           |
| 5.  |             | Џесика Симпсон |
| 6.  |             | Џексон 5       |
| 7.  |             | С клуб 7       |
| 8.  |             | Вајсгајс       |
| 9.  |             | Менди Мур      |
| 10. |             | Фан 3          |
| 11. |             | Дана Даусон    |
| 12. |             | Разни извођачи |